# Факултет по математика и информатика (Софийски университет)
Факултетът по математика и информатика на Софийския университет предлага обучение по редица специалности, свързани с компютърните и математическите науки. Сградата му се намира в квартал „Лозенец“ на бул. „Джеймс Баучер“ №5, в непосредствена близост до Химическия и Физическия факултет.

## История
Факултетът е основан на 24 ноември 1889 г. като Физико-математическо отделение към Висшето училище. През 1904 г., с преименуването на Висшето училище в Софийски университет, отделението става Физико-математически факултет (ФМФ). Първоначално във ФМФ се обучават студенти по специалностите Естественици, Химици и Математици (физико-математици). С годините от ФМФ се създават нови специалности и отделят факултети (агоровомически, ветеринарен, медицински). Отделна специалност Математика във ФМИ се обучава от 1926 г. Пет са катедрите, които образуват Математическия институт (първоначално „кабинет“) на ФМФ: Основи на висшата математика (преименувана по-късно в Диференциално и интегрално смятане), Висш анализ, Геометрия и Висша алгебра (преименувана през 1928 г. във Висша алгебра и теория на вероятностите). Първи уредник (директор) на Математическия институт е Антон Шоурек.
През 1947 г. с нов Закон за висшето образование, покрай други промени ФМФ е преименуван на Природо-математически факултет. След отделянето последователно на биолого-геолого-географски и Химически факултети се връща старото име Физико-математически факултет.
През 1963 г. се отделя Физически факултет и се обособява самостоятелен Математически факултет. В края на 1971 г. се създава Единният център за наука и подготовка на кадри по математика и механика, обединяващ Факултет по математика и механика (наследник на Математическия факултет на СУ) и Институт по математика и механика, наследил от своя страна Математическия институт с ИЦ, Института по техническа механика и част от Института по водни проблеми. Целта на обединението е да се подготвят необходимото количество специалисти за работата на множеството Изчислителните центрове в страната. Организацията на обучението включва три степени:
блок A – три годишно обучение – обща подготовка по математика и информатика (математическо осигуряване – програмиране), съответно на съвременния Бакалавър;
блок B – три семестъра (след блок A) специализация по конкретна област от математиката или информатиката, съответно на съвременния Магистър.
блок D и D' – два и още два семестъра (след блок A) специализация в учителската професия;
блок C – (след блок A) двегодишно обучение, съответно на съвременната докторантура.
През 1986 г. се въвежда специалността Информатика и факултетът добива днешното си име Факултет по математика и информатика. Единният център прекратява съществуването си в края на 1988 г. Специалността Приложна математика се въвежда в средата на 90-те години, а останалите в началото на ХХІ век.
В библиотеката на ФМИ се съхраняват около 80 000 тома – най-старата сбирка от математическа литература на Балканския полуостров.

## Обучение
Общият вид на настоящите бакалавърски програми във ФМИ е от 2006 г. и учебните им планове се обновяват редовно. Предлагат се 8 специалности:
- Софтуерно инженерство
- Компютърни науки
- Информатика
- Информационни системи
- Математика и информатика (с възможност за 5-годишна задочна форма на обучение)
- Приложна математика
- Математика
- Статистика

Факултетът предлага и над 25 магистърски програми и повече от 30 места за докторантури в около 25 научни специалности.

## Катедри
- Алгебра
- Аналитична механика
- Вероятности, операционни изследвания и статистика
- Геометрия
- Диференциални уравнения
- Изчислителни системи
- Информационни технологии
- Комплексен анализ и топология
- Компютърна информатика
- Математическа логика и приложенията ѝ
- Математически анализ
- Обучение по математика и информатика
- Софтуерни технологии
- Числени методи и алгоритми
- Лаборатория „Математическо моделиране в икономиката“

## Турнири
Факултетът организира ученическо състезание „Национален турнир на младите математици“. От 2006 г. се организира и ежегоден „Турнир на декана на ФМИ“, насочен към всички любители, без значение от възрастта и образованието им. През 2009 г. състезанието се преименува на „Турнир проф. Борислав Боянов“ в памет на създателя на турнира – акад. Борислав Боянов.

## Декани
Начело на Факултета е неговият декан. От отделянето на математиката в самостоятелен факултет негови декани са били:
- Алипи Матеев 1963 – 1966
- Александър Гьонов 1966 – 1968
- Дойчин Дойчинов 1968 – 1970
- Благовест Сендов 1971 – 1973
- Димитър Димитров 1973 – 1979
- Рачо Денчев 1979 – 1983
- Генчо Скордев 1983 – 1989
- Боян Димитров 1989 – 1991
- Михаил Гаврилов 1991 – 1995
- Емил Хорозов 1995 – 1999
- Йордан Митев 1999 – 2003
- Борислав Боянов 2003 – 2007
- Иван Сосков 2007 – 2013
- Евгения Великова 2013 – 2017
- Първан Първанов 2017 – 2023
- Мая Стоянова 2023 -

## Възпитаници
- Никола Обрешков
- Благовест Сендов
- Соломон Паси
- Иван Костов
- Васил Божков